# Hivern del 1399 a 1400 a l'Àsia central
L'hivern del 1399 a 1400 a l'Àsia central va ser una època d'esdeveniments clau. Tamerlà va rebre notícies de la mort de Timur Kutlugh, a qui havia establert com a kan de Kiptxak i després havia traït. A més a més, Tamerlà també es va enterar de la mort del sultà mameluc d'Egipte, Barquq, i les lluites civils que van seguir van comportar la mort de diversos mamelucs destacats. El tron va ser ocupat per Fàraj, un fill menor del sultà difunt, que no tenia ni crèdit ni autoritat. Un tercer potencial enemic també va morir: l'emperador Ming, Tai Tsu, deixant al seu net de setze anys i hereu, Hui Ti, que va haver de lluitar per retenir el poder. I finalment, un quart rival, tot i que ara aliat: la mort de Khidr Khan de Mogolistan. A la seva mort, quatre fills es van disputar el poder: Xam-i Jahan, Muhammad, Shirali i Xah Jahan.
A Xaki el fill del difunt Sidi Ali Arlat, el príncep Sidi Ahmad Arlat, temia que l'actitud del seu pare, aliat als georgians i que havia facilitat la fugida de Tahir ibn Ahmad de la fortalesa d'Alinjak, comportés represàlies de Timur sobre ell mateix i per això es va posar sota protecció de Xaikh Ibrahim de Shirwan i va anar a aquest regne, ja que Ibrahim gaudia de l'amistat de Tamerlà. El shirwanshah va intercedir davant de Timur per Sidi Ahmad, que fou ben acollit i perdonat per Timur i confirmat com a príncep de Xaki. En agraïment, Ibrahim va oferir un banquet magnífic.